# Лебедев, Андрей Иванович
Андре́́й Ива́нович Ле́бедев (1771—1830) — московский священник, протоиерей.
А. И. Лебедев был священником и протоиереем Николо-Мокренской церкви в Зарядье. Им составлены и изданы:
- «Краткая латинская фразеология» (М., 1816 год)
- «Российско-латинский словарь, с присоединением латинских синоним и фразов» в 4-х частях (М., 1825—1826)

также
- Tulli Ciceronis si Deo placet consolatio[1].

Умер от холеры 2 (14) октября 1830 года. В рукописных заметках его внука И. М. Остроглазова указано: «накануне своего храмового праздника, 30 сентября 1830 года, почувствовал припадки холеры, от которой и скончался 2-го октября и погребен на Лазаревом кладбище».
Его дети: 
- Николай[3] — ветеринарный врач; его сын — Дмитрий Николаевич Лебедев
- Иван — профессор Московской медико-хирургической академии[4]
- Аграфена — замужем за Михаилом Петровичем Альбицким; их сын — генерал Пётр Михайлович Альбицкий.
- ещё одна дочь была замужем за священником Николо-Мокренской церкви, Михаилом Васильевичем Остроглазовым; их сын — И. М. Остроглазов.